# Anuja
Anuja é um curta-metragem estadunidense de 2024 em hindi escrito e dirigido pelo filósofo que virou cineasta Adam J. Graves. Estrelado por Sajda Pathan, Ananya Shanbhag e Nagesh Bhonsle, conta a história de uma talentosa menina de nove anos que, ao lado de sua irmã Palak, enfrenta uma oportunidade de mudança de vida que testa seu vínculo e reflete as lutas de meninas em todo o mundo. O projeto é uma colaboração entre Graves e sua esposa Suchitra Mattai, uma artista visual de ascendência sul-asiática que atuou como produtora. Estreou em 17 de agosto de 2024 no HollyShorts Film Festival.
Em 23 de janeiro de 2025, foi indicado ao prêmio de melhor curta-metragem em live action no 97º Oscar.

## Enredo
Quando uma talentosa menina de 9 anos, Anuja, que trabalha em uma fábrica de roupas em Déli, Índia, recebe a rara oportunidade de frequentar a escola, ela enfrenta uma escolha dolorosa que afetará o futuro dela e de sua irmã Palak.

## Elenco
- Sajda Pathan como Anuja
- Ananya Shanbhag como Palak
- Nagesh Bhonsle como Mr. Verma
- Gulshan Walia como Mr. Mishra
- Sushil Parwana como gerente de andar
- Sunita Bhadauria como compradora amigável
- Rudolfo Rajeev Hubert como gerente de loja
- Jugal Kishore como guarda de segurança
- Pankaj Gupta como comprador

## Produção
O filme foi desenvolvido e filmado com a assistência de vários parceiros da comunidade, como o Salaam Baalak Trust, uma organização indiana sem fins lucrativos e não governamental que fornece suporte para crianças de rua e trabalhadoras em Delhi-NCR. A Shine Global, a produtora sem fins lucrativos, juntou-se à equipe para ajudar na campanha de impacto social do filme.
Em outubro de 2024, Guneet Monga se juntou à equipe de produção como produtora executiva. Em novembro de 2024, Mindy Kaling se juntou como produtora.
Em janeiro de 2025, Priyanka Chopra se juntou ao filme como produtora executiva.

## Lançamento
Anuja teve sua estreia mundial no 24º Festival de Cinema DeadCENTER, que qualificou para o Oscar, em 8 de junho de 2024.
Em 23 de julho, chegou à Seleção oficial do Indy Shorts International Film Festival de 2024.
Em 17 de agosto de 2024, competiu no HollyShorts Film Festival nas categorias de qualificação para o Oscar e ganhou o prêmio de melhor curta-metragem live action.
Em outubro de 2024, competiu no Montclair Film Festival, onde ganhou o Prêmio do Público de Curta-Metragem.
Em 9 de novembro de 2024, foi exibido no Narrative Shorts 9 no St. Louis International Film Festival na seção International Spotlight.
Em 6 de dezembro de 2024, foi exibido no HollyShorts London Film Festival na Classe Inaugural das Seleções Oficiais de 2024.
Em janeiro de 2025, a Netflix adquiriu os direitos de distribuição do curta-metragem.

## Recepção
Mark Jacob, revisando para We Love Short Films, classificou o filme com 5 de 5 estrelas. Mark Jacob elogiando Graves, escreveu que Graves "captura habilmente a essência do mundo de Anuja, usando visuais marcantes para transmitir sua resiliência juvenil". Ele opinou que "Para qualquer um que aprecie a arte de contar histórias por meio do cinema, esta é uma experiência imperdível".

## Prêmios e indicações
| Premiação                                   | Data de cerimônia     | Categoria                            | Recipiente(s) | Resultado | Ref.          |
| ------------------------------------------- | --------------------- | ------------------------------------ | ------------- | --------- | ------------- |
| HollyShorts Film Festival                   | 19 de agosto de 2024  | Melhor curta-metragem                | Anuja         | Venceu    | [ 16 ]        |
| New York Shorts International Film Festival | 17 de outubro de 2024 | Grand Prize                          | Anuja         | Venceu    | [ 17 ]        |
| Montclair Film Festival                     | 27 de outubro de 2024 | Prêmio da Audiência                  | Anuja         | Venceu    | [ 11 ] [ 18 ] |
| Oscar                                       | 2 de março de 2025    | Melhor curta-metragem em live action | Anuja         | Pendente  | [ 3 ] [ 19 ]  |